# Woolde
Woolde is een buurtschap in de Twentse gemeente Hengelo in de Nederlandse provincie Overijssel. Het deel van Woolde dat ten westen van de A35 ligt hoort bij de gemeente Hof van Twente.
De buurtschap ligt aan de westelijke rand van de bebouwde kom van Hengelo. Hengelo is oorspronkelijk als dorp ontstaan binnen de buurschap Woolde. Door de stadsuitbreiding van Hengelo is Woolde sinds het begin van de twintigste eeuw steeds kleiner geworden.
Totdat in 1811 de gemeente Hengelo ontstond behoorde Woolde tot het richterambt Delden.
De marke Woolde bestond uit de buurschappen Woolde en half Oele. Het markerichterschap was verbonden aan het Huis Hengelo.
Een groot deel van Woolde valt onder het landgoed Twickel.

## Geboren
- Jan Luijerink (1885-1960), burgemeester

## Zie ook

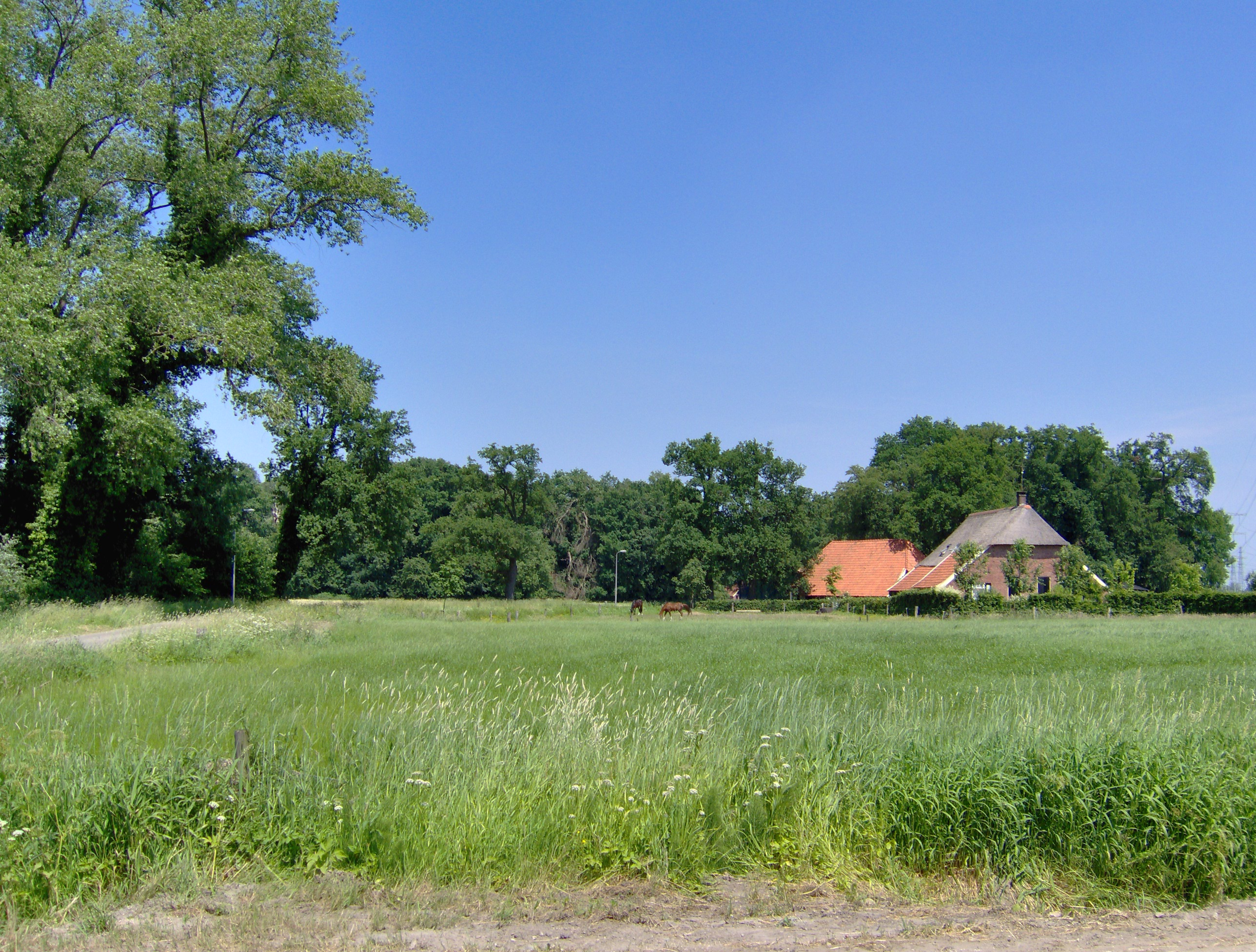
Blik op het landelijk gebied aan de rand van de buurtschap Woolde